# Tuberculipochira wittmeri
Tuberculipochira wittmeri är en skalbaggsart som beskrevs av Stefan von Breuning 1975. Tuberculipochira wittmeri ingår i släktet Tuberculipochira och familjen långhorningar. Inga underarter finns listade i Catalogue of Life.